# Persone di nome Cosimo
| Questa pagina contiene informazioni ricavate automaticamente dalle voci biografiche con l'ausilio del template Bio e di un bot. L'aggiornamento è periodico e automatico e ricostruisce completamente la pagina. Se manca una persona in questa lista, sei pregato di non aggiungerla, ma accertati piuttosto che la sua voce biografica contenga il template Bio e che i dati anagrafici siano correttamente compilati. Se il template Bio manca, inseriscilo tu stesso o, in alternativa, metti l'avviso {{tmp\|Bio}} che ne segnala la mancanza. Se i dati riportati sono sbagliati, correggi direttamente la voce biografica; le modifiche saranno visibili in questa lista entro pochi giorni. Per chiarimenti vedi il progetto antroponimi. La lista contiene solo le 120 persone che sono citate nell'enciclopedia e per le quali è stato implementato correttamente il template Bio. Pagina aggiornata al 22 lug 2025. |

Questa è una lista di persone presenti nell'enciclopedia che hanno il nome Cosimo, suddivise per attività principale.

## Abati(1)
- Cosimo de' Pazzi, abate, arcivescovo cattolico e diplomatico italiano (Firenze, n. 1466 - Firenze, † 1513)

## Agronomi(2)
- Cosimo Ridolfi, agronomo e politico italiano (Firenze, n. 1794 - Firenze, † 1865)
- Cosimo Trinci, agronomo italiano († 1756)

## Allenatori di calcio(2)
- Cosimo Francioso, allenatore di calcio e ex calciatore italiano (Brindisi, n. 1967)
- Cosimo Schena, allenatore di calcio e ex calciatore belga (Binche, n. 1956)

## Alpinisti(1)
- Cosimo Zappelli, alpinista italiano (Viareggio, n. 1934 - Pic Gamba, † 1990)

## Anarchici(1)
- Cosimo Pirozzo, anarchico italiano (Rosarno, n. 1912 - Vicién, † 1937)

## Arbitri di calcio(1)
- Cosimo Bolognino, ex arbitro di calcio italiano (Siderno, n. 1959)

## Architetti(2)
- Cosimo Lotti, architetto italiano (Firenze - Madrid, † 1650)
- Cosimo Rossi Melocchi, architetto italiano (Pistoia, n. 1758 - Firenze, † 1820)

## Astrologi(1)
- Cosimo Ruggeri, astrologo italiano (Firenze - Parigi, † 1615)

## Attori(2)
- Cosimo Cinieri, attore, drammaturgo e regista italiano (Taranto, n. 1938 - Roma, † 2019)
- Cosimo Fusco, attore italiano (Matera, n. 1962)

## Aviatori(3)
- Cosimo Di Palma, aviatore e ufficiale italiano (Campi Salentina, n. 1915 - Cielo del Mar Adriatico, † 1944)
- Cosme Rennella, aviatore italiano (Napoli, n. 1890 - Quito, † 1937)
- Cosimo Rizzotto, aviatore italiano (Cologna Veneta, n. 1893 - Milano, † 1963)

## Briganti(2)
- Cosimo Giordano, brigante italiano (Cerreto Sannita, n. 1839 - Isola di Favignana, † 1888)
- Pizzichicchio, brigante italiano (San Marzano di San Giuseppe, n. 1837 - Potenza, † 1864)

## Calciatori(7)
- Cosimo Chiricò, calciatore italiano (Mesagne, n. 1991)
- Cosimo Figliomeni, calciatore italiano (Locri, n. 1992)
- Cosimo La Penna, calciatore italiano (Campi Salentina, n. 1924 - Asti, † 1993)
- Cosimo Malacari, calciatore italiano (Taranto, n. 1933 - Nardò, † 2015)
- Cosimo Muci, calciatore italiano (Novara, n. 1920 - Cerano, † 1992)
- Cosimo Nocera, calciatore italiano (Secondigliano, n. 1938 - Foggia, † 2012)
- Cosimo Sarli, ex calciatore italiano (Corigliano Calabro, n. 1979)

## Cantautori(1)
- Mimmo Cavallo, cantautore italiano (Lizzano, n. 1951)

## Cardinali(4)
- Conte Casati, cardinale e giurista italiano (Milano - Roma, † 1287)
- Cosimo Corsi, cardinale e arcivescovo cattolico italiano (Firenze, n. 1798 - Villa di Agnano, † 1870)
- Cosimo Imperiali, cardinale italiano (Genova, n. 1685 - Roma, † 1764)
- Cosimo de Torres, cardinale e arcivescovo cattolico italiano (Roma, n. 1584 - Roma, † 1642)

## Chirurghi(1)
- Cosimo Palamidessi, chirurgo italiano (Livorno, n. 1818 - Firenze, † 1868)

## Chitarristi(1)
- Cosimo Di Ceglie, chitarrista e polistrumentista italiano (Andria, n. 1913 - Milano, † 1980)

## Compositori(3)
- Cosimo Bottegari, compositore, cantore e liutista italiano (Firenze, n. 1554 - Firenze, † 1620)
- Cosimo Burali-Forti, compositore e pittore italiano (Arezzo, n. 1834 - Arezzo, † 1905)
- Cosimo Casini, compositore italiano

## Filosofi(1)
- Cosimo Quarta, filosofo italiano (Leverano, n. 1941 - Lecce, † 2016)

## Funzionari(1)
- Cosimo Vincenzo Macrì, funzionario e prefetto italiano (Reggio Calabria, n. 1947 - Alessandria, † 2007)

## Generali(2)
- Cosimo Caruso, generale italiano (Altavilla Irpina, n. 1863 - Altavilla Irpina, † 1933)
- Cosimo D'Arrigo, generale italiano (Catania, n. 1945)

## Geografi(1)
- Cosimo Bertacchi, geografo italiano (Pinerolo, n. 1854 - Condove, † 1945)

## Giornalisti(3)
- Mimmo Consales, giornalista e politico italiano (Brindisi, n. 1959)
- Cosimo Cristina, giornalista italiano (Termini Imerese, n. 1935 - Termini Imerese, † 1960)
- Mino Taveri, giornalista e conduttore televisivo italiano (Brindisi, n. 1961)

## Giuristi(3)
- Cosimo Amidei, giurista e filosofo italiano (Peccioli, n. 1722 - Firenze, † 1784)
- Cosimo de' Bardi, giurista e arcivescovo cattolico italiano (Firenze, n. 1576 - Firenze, † 1631)
- Cosimo Marco Mazzoni, giurista e saggista italiano (Lamporecchio, n. 1943 - Parigi, † 2019)

## Imprenditori(1)
- Cosimo De Tommaso, imprenditore e sociologo italiano (Cosenza, n. 1949)

## Ingegneri(1)
- Cosimo Canovetti, ingegnere italiano (Firenze, n. 1857 - Gardone Riviera, † 1932)

## Karateka(1)
- Cosimo Grottoli, karateka e maestro di karate italiano (Bari, n. 1973)

## Letterati(1)
- Cosimo Migliorati, letterato italiano (Fermo, n. 1426)

## Librettisti(1)
- Cosimo Giotti, librettista e poeta italiano (Firenze, n. 1759 - Firenze, † 1830)

## Mafiosi(2)
- Cosimo Cordì, mafioso italiano (Locri, n. 1951 - Locri, † 1997)
- Cosimo Di Lauro, mafioso italiano (Napoli, n. 1973 - Opera, † 2022)

## Magistrati(1)
- Cosimo Betti, magistrato e poeta italiano (Orciano di Pesaro, n. 1727 - Orciano di Pesaro, † 1814)

## Marciatori(1)
- Cosimo Puttilli, marciatore italiano (Barletta, n. 1913 - Bari, † 1994)

## Medici(1)
- Cosimo De Giorgi, medico italiano (Lizzanello, n. 1842 - Lecce, † 1922)

## Mezzofondisti(1)
- Cosimo Caliandro, mezzofondista italiano (Francavilla Fontana, n. 1982 - Francavilla Fontana, † 2011)

## Militari(2)
- Cosimo Del Fante, ufficiale italiano (Livorno, n. 1781 - Krasnij, † 1812)
- Cosimo Luigi Miccoli, militare italiano (San Pancrazio Salentino, n. 1959 - Pomigliano d'Arco, † 1987)

## Orafi(1)
- Cosimo Merlini, orafo italiano (Bologna, n. 1580 - Firenze, † 1641)

## Pallavolisti(1)
- Cosimo Gallotta, pallavolista italiano (Oliveto Citra, n. 1977)

## Piloti motonautici(1)
- Cosimo Aldo Cannone, pilota motonautico italiano (Brindisi, n. 1984)

## Pittori(6)
- Cosimo Canelles, pittore italiano (Cagliari, n. 1930 - Cagliari, † 2007)
- Cosimo da Castelfranco, pittore italiano (Castelfranco Veneto - Venezia, † 1620)
- Cosimo Daddi, pittore italiano (Volterra, † 1630)
- Cosimo Gamberucci, pittore italiano (Firenze, n. 1562 - † 1621)
- Cosimo Rosselli, pittore italiano (Firenze, n. 1439 - Firenze, † 1507)
- Cosimo Ulivelli, pittore italiano (Firenze, n. 1625 - Santa Maria a Monte, † 1705)

## Poeti(2)
- Cosimo Giorgieri Contri, poeta, scrittore e drammaturgo italiano (Lucca, n. 1870 - Viareggio, † 1943)
- Cosimo Ortesta, poeta e traduttore italiano (Taranto, n. 1939 - Roma, † 2019)

## Politici(23)
- Cosimo Abate, politico italiano (Maglie, n. 1922 - Maglie, † 2016)
- Cosimo Adelizzi, politico e imprenditore italiano (Battipaglia, n. 1983)
- Cosimo Antonio Calabrò, politico italiano (Villa San Giovanni, n. 1952)
- Cosimo Cannito, politico e medico italiano (Barletta, n. 1951)
- Cosimo Casilli, politico italiano (Lecce, n. 1962)
- Cosimo Convertino, politico italiano (Massafra, n. 1939)
- Franco Di Giuseppe, politico italiano (Foggia, n. 1941 - Chieti, † 2021)
- Cosimo Fabbri, politico italiano (Ravenna, n. 1836 - Firenze, † 1894)
- Cosimo Faggiano, politico italiano (Mesagne, n. 1949)
- Cosimo Ferri, politico e magistrato italiano (Pontremoli, n. 1971)
- Cosimo Gallo, politico italiano (Martano, n. 1945)
- Cosimo Izzo, politico italiano (Napoli, n. 1943 - Napoli, † 2022)
- Cosimo Latronico, politico italiano (Nova Siri, n. 1958)
- Cosimo Ennio Masiello, politico e avvocato italiano (Brindisi, n. 1929 - Brindisi, † 2018)
- Cosimo de' Medici, politico e banchiere italiano (Firenze, n. 1389 - Careggi, † 1464)
- Cosimo Mele, politico italiano (Carovigno, n. 1957 - Brindisi, † 2017)
- Cosimo Petraroli, politico italiano (Torino, n. 1978)
- Cosimo Quaranta, politico italiano (Alessano, n. 1920)
- Cosimo Sanminiatelli, politico italiano (Pisa, n. 1792 - † 1850)
- Cosimo Scaglioso, politico e pedagogista italiano (San Marzano di San Giuseppe, n. 1936)
- Cosimo Sgobio, politico italiano (Montemesola, n. 1947)
- Cosimo Sibilia, politico e dirigente sportivo italiano (Avellino, n. 1959)
- Cosimo Ventucci, politico italiano (Sezze, n. 1938)

## Presbiteri(2)
- Cosimo Damiano Fonseca, presbitero, storico e medievista italiano (Massafra, n. 1932 - Massafra, † 2025)
- Cosimo Galilei, presbitero italiano (Firenze, n. 1636 - Ercolano, † 1672)

## Pugili(1)
- Cosimo Pinto, ex pugile italiano (Novara, n. 1943)

## Rapper(1)
- Guè, rapper italiano (Milano, n. 1980)

## Registi(6)
- Cosimo Alemà, regista, sceneggiatore e produttore cinematografico italiano (Roma, n. 1970)
- Cosimo Damiano Damato, regista e sceneggiatore italiano (Margherita di Savoia, n. 1973)
- Cosimo Fricelli, regista e attore italiano (Taranto, n. 1917 - Firenze, † 1973)
- Cosimo Gomez, regista, scenografo e sceneggiatore italiano (Firenze, n. 1965)
- Cosimo Messeri, regista, attore e musicista italiano (Fiesole, n. 1985)
- Cosimo Terlizzi, regista e artista italiano (Bitonto, n. 1973)

## Sceneggiatori(1)
- Cosimo Calamini, sceneggiatore e scrittore italiano (Firenze, n. 1975)

## Schermidori(1)
- Cosimo Ferro, ex schermidore italiano (Catania, n. 1962)

## Scienziati(2)
- Cosimo Alessandro Collini, scienziato, filosofo e naturalista italiano (Firenze, n. 1727 - Mannheim, † 1806)
- Cosimo Moschettini, scienziato italiano (Martano, n. 1747 - † 1820)

## Scrittori(4)
- Cosimo Argentina, scrittore italiano (Taranto, n. 1963)
- Cosimo Baroncelli, scrittore e funzionario italiano (Firenze, n. 1569 - Firenze, † 1626)
- Cosimo Fornaro, scrittore, poeta e insegnante italiano (Pulsano, n. 1928 - Taranto, † 1992)
- Cosimo Vincenzo Morleo, scrittore italiano

## Scultori(2)
- Cosimo Fancelli, scultore italiano (Roma, n. 1618 - Roma, † 1688)
- Cosimo Fanzago, scultore e architetto italiano (Clusone, n. 1591 - Napoli, † 1678)

## Sovrani(3)
- Cosimo II de' Medici, sovrano italiano (Firenze, n. 1590 - Firenze, † 1621)
- Cosimo I de' Medici, sovrano italiano (Firenze, n. 1519 - Firenze, † 1574)
- Cosimo III de' Medici, sovrano italiano (Firenze, n. 1642 - Firenze, † 1723)

## Umanisti(1)
- Cosimo Bartoli, umanista, scrittore e filologo italiano (Firenze, n. 1503 - Firenze, † 1572)

## Vescovi cattolici(2)
- Cosimo Gheri, vescovo cattolico italiano (Pistoia, n. 1513 - Fano, † 1537)
- Cosimo della Gherardesca, vescovo cattolico italiano (Firenze, n. 1567 - Fiesole, † 1634)

## Senza attività specificata(1)
- Cosimo di Giulio de' Medici, italiano